# Крістіан Август Гольштейн-Готторпський
Крістіан Август Шлезвіг-Гольштейн-Готторпський (нім. Christian August von Schleswig-Holstein-Gottorf), (нар. 11 січня 1673 — пом. 24 квітня 1726) — князь-єпископ Любеку у 1705—1726 роках. Син герцога Гольштейн-Готторпу Крістіана Альбрехта та данської принцеси Фредеріки Амалії. Регент Гольштейн-Готторпу у 1702—1726 роках. Дід Катерини II.

## Біографія
Народився 11 січня 1673 року у Готторпському замку. Був третьою дитиною та другим сином в родині герцога Гольштейн-Готторпу Крістіана Альбрехта та його дружини Фредеріки Амалії Данської. Мав старшого брата Фрідріха та сестру Софію Амалію. Згодом сімейство поповнилося донькою Марією Єлизаветою.
Після смерті батька у 1695 році отримав у володіння території Ойтіну та отримав титул герцога Гольштейн-Ойтіну.
У 1701 році став коад'ютором у Любеку, в той час як князем-єпископом був його дядько Август Фрідріх.
У 1702 році став регентом Шлезвіг-Гольштейн-Готторпу при малолітньому небожеві Карлові Фрідріхові. До 1708 року вважався со-регентом разом із принцесою Ядвігою Софією. Фактично, був єдиним адміністратором територій, оскільки малий герцог із матір'ю мешкали в Швеції. Втім, не мав жодного впливу на своїх міністрів. В країні була поширена корупція.
У віці 31 року одружився із 22-річною маркграфинею Альбертіною Фредерікою Баден-Дурлаською. Весілля відбулося 2 вересня 1704 в Ойтінському замку. У подружжя народилося десятеро дітей.
Під час Великої північної війни оголосив Гольштейн-Готторп нейтральним, проте у 1712 році дозволив шведському війську зимувати у фортеці Тьонінг. Після вторгнення данського війська Фредеріка IV до Шлезвігу та Ойтіну, втік до Гамбургу та марно шукав підтримки за кордоном. Отримав назад свої території лише 1716 року.
У 1717 році замовив архітектору Рудольфу Матіасу Далліну перебудову Ойтінського замку у стилі бароко. 
Помер 24 квітня 1726 року. Похований у мавзолеї князів-єпископів у Любекському соборі.

## Родина

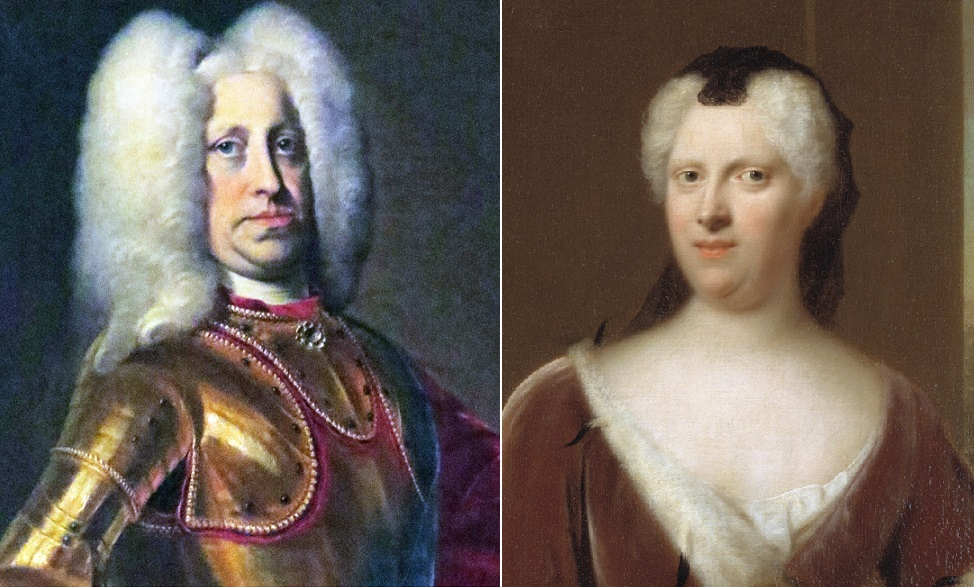
Парний портрет з дружиною

Дружина —  Альбертіна Фредеріка Баден-Дурласька
Діти:
- Ядвіга Софія (1705—1764) — коад'юторка Герфордського монастиря;
- Карл Август (1706—1727) — князь-єпископ Любека у 1726—1727 роках, був заручений із російською цесарівною Єлизаветою Романовою, помер перед весіллям, дітей не мав;
- Фредеріка Амалія (1708—1731) — каноніса Кведлінбурзького абатства;
- Анна (1709—1758) — дружина принца Саксен-Гота-Альтенбурзького, дітей не мала;
- Адольф Фрідріх (1710—1771) — король Швеції у 1751—1771 роках, був одружений з прусською принцесою Луїзою Ульрікою, мав четверо дітей;
- Фрідріх Август (1711—1785) — герцог Ольденбургу у 1777—1785 роках, був одружений з принцессою Гессен-Кассельською Ульрікою Фредерікою Вільгельміною, мав трьох дітей;
- Йоганна Єлизавета (1712—1760) — дружина князя Ангальт-Цербсту Христіана Августа, мала п'ятьох дітей;
- Вільгельм Крістіан (1716—1719) — прожив 3 роки;
- Фрідріх Конрад (12 березня 1718—1718) — помер немовлям;
- Георг Людвіг (1719—1763) — генерал-лейтенант прусської армії, генерал-фельдмаршал російського війська, був одружений з принцесою Бекською Софією Шарлоттою, мав трьох синів.